# Pál-Baláž Karmen
Pál-Baláž Karmen (Rozsnyó, 1998. május 23. –) szlovákiai magyar énekesnő.

## Életrajz
Magyar és szlovák nyelvtudással egyaránt rendelkezik.
2017-ben jelentkezett a magyar X-Faktorba, ahol a táborig jutott. A 2018-as szlovák Superstar harmadik helyezettje lett. A tehetségkutató után a Peha és az Acoustic Nights zenekarokkal, de több legendás magyar együttessel is fellépett, többek között az Eddával és a Republiccal is. 2019-ben jelent meg első dala, az Angel, a Nádej című dalát pedig Celeste Buckinghammel közösen készítette el. 2021-ben részt vett a Sztárban sztár leszek! című műsorban, ahol a döntőben a negyedik helyen végzett.

## Magánélete
Karmen szívesen fotózik, állatbarát.